# زیردریایی یو-۲۲۳
زیردریایی یو-۲۲۳ (به انگلیسی: German submarine U-223) یک زیردریایی بود که طول آن ۶۷٫۱ متر (۲۲۰ فوت ۲ اینچ) بود. این زیردریایی در سال ۱۹۴۲ ساخته شد.